# 馬拉凱環礁

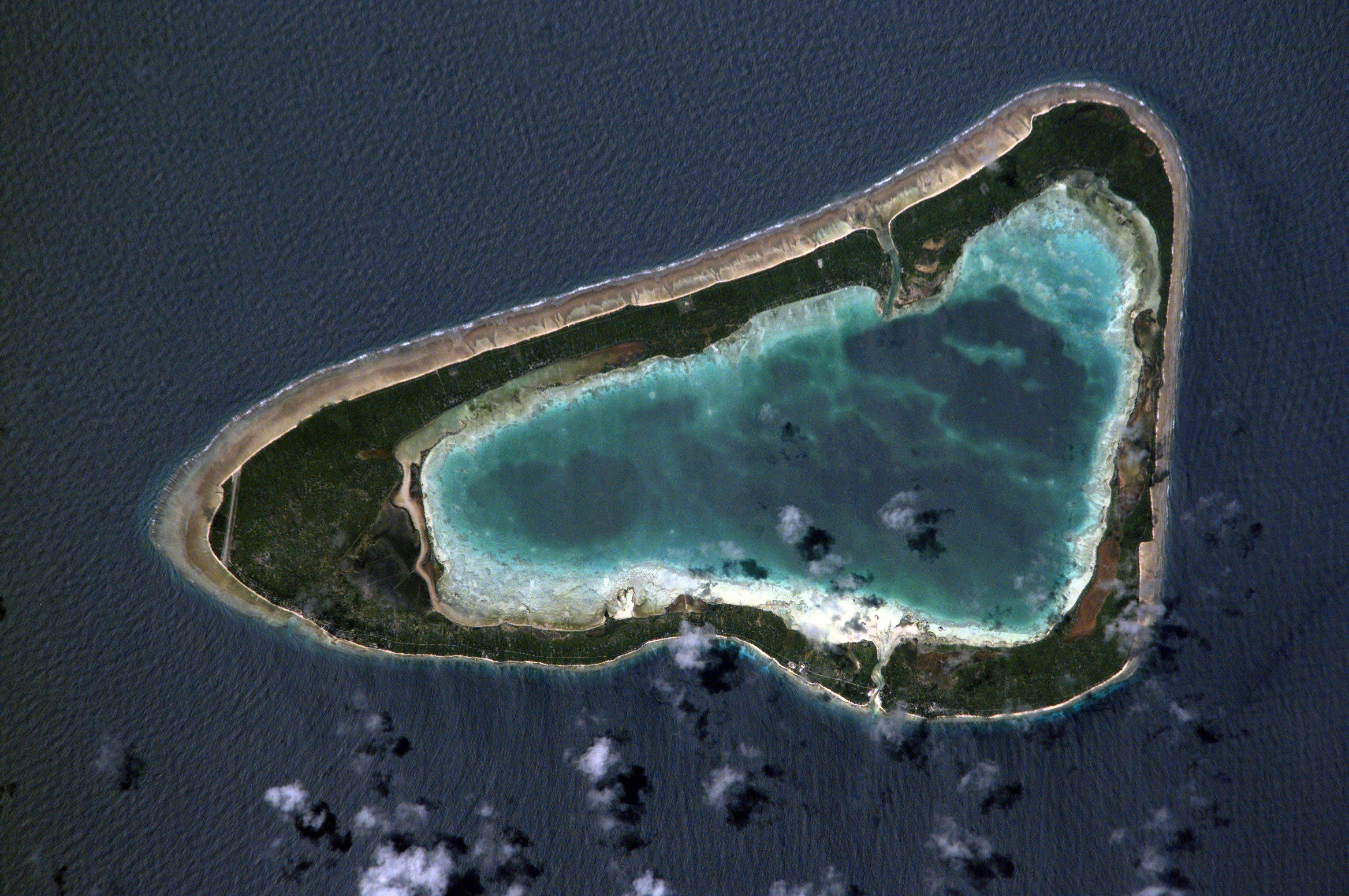

馬拉凱環礁是太平洋島國基里巴斯的環礁，屬於吉爾伯特群島的一部分，面積14.13平方公里，潟湖面積13.5平方公里，環礁北端有機場設施。
2°00′N 173°16′E / 2.000°N 173.267°E